# Paolo Panceri

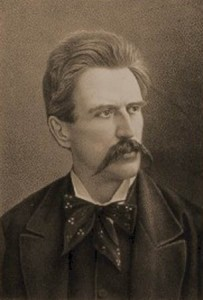
Paolo Panceri, 1878 veröffentlichtes Photo von da Gasco

Paolo Panceri (* 23. August 1833 in Mailand; † 12. März 1877 in Neapel) war ein italienischer Anatom und Zoologe.

## Leben
Paolo Panceri studierte nach Familientradition Medizin an der Universität Pavia. Er hörte u. a. Anatomievorlesungen bei Bartolomeo Panizza, die sein Interesse auf vergleichende Anatomie lenkten. Dieses Gebiet wurde in der Folge seine bevorzugte Fachrichtung. Er promovierte 1856 und wurde in Pavia Assistent am Lehrstuhl für Zoologie und Mineralogie bei Giuseppe Balsamo Crivelli. 1859 war er kurzzeitig als Arzt am Mailänder Spital tätig, um die im Sardinischen Krieg Verletzten zu behandeln. Ab 1861 war er bis zu seinem Tod 1877 Professor der vergleichenden Anatomie an der Universität Neapel. Er veröffentlichte 1869 eine Arbeit über die Absonderung freier Schwefelsäure im Speichel gewisser Seeschnecken und gab 1870–76 eine Reihe anatomisch-physiologischer Abhandlungen über die Phosphoreszenz der Seetiere heraus, in denen er Sitz und Wesen des Leuchtens gewisser Muscheln, Quallen, Seefedern u. a. einer genauen Untersuchung unterzog. Eine der Gesundheit wegen unternommene Reise nach Ägypten (1872–73) veranlasste Studien über die Wirkung des Gifts einiger Schlangen und der Tarantelspinne sowie über das afrikanische Pygmäenvolk der Aka. Panceri galt in Italien für einen der hervorragendsten Zoologen der Neuzeit.